# Chrysobothris leechi
Chrysobothris leechi är en skalbaggsart som beskrevs av Barr 1974. Chrysobothris leechi ingår i släktet Chrysobothris och familjen praktbaggar. Inga underarter finns listade i Catalogue of Life.